# 克塞吉·哲尔吉
克塞吉·哲尔吉（匈牙利語：Kőszegi György，1950年9月12日—2001年12月12日），匈牙利男子举重运动员。他曾代表匈牙利参加1976年和1980年夏季奥林匹克运动会举重比赛，获得一枚银牌。